# تپه‌حصار حسن بیک
تپه حصار حسن بیک مربوط به سدهٔ ۷ و ۸ ه‍.ق است و در شهرستان ورامین، بخش جوادآباد، روستای حصار حسن بیک واقع شده و این اثر در تاریخ ۱۲ بهمن ۱۳۸۱ با شمارهٔ ثبت ۷۴۲۷ به‌عنوان یکی از آثار ملی ایران به ثبت رسیده است. این تپه درمسیر روستای حصارحسن بیگ به جوادآبادواقع شده و به آن تپه عطا نیزمیگویندکه درکنارآن تپه کوچکتری هم در جهت غربی آن قراردارد.